# Харинская (муниципальный округ Егорьевск)
Ха́ринская — деревня в муниципальном округе Егорьевск Московской области России.

## География
Деревня Харинская расположена в юго-западной части муниципального округа Егорьевск, примерно в 26 километров к юго-востоку от города Егорьевск. По восточной окраине деревни протекает река Белавинка. Высота над уровнем моря 116 метров.

## Название
В письменных источниках деревня упоминается как Харинская Долгая (1577 год). С 1646 года закрепилось название Харинская.
Название Харинская связано с некалендарным личным именем Харя. Определение Долгая обозначает «длинная», и происходит от большой протяжённости главной улицы деревни.

## История
До отмены крепостного права деревня принадлежала помещице Ермоловой. После 1861 года деревня вошла в состав Лелеческой волости Егорьевского уезда. Приход находился в селе Лелечи.
В 1926 году деревня входила в Харинский сельсовет Лелечевской волости Егорьевского уезда.
До 1994 года Харинская входила в состав Бобковского сельсовета Егорьевского района, в 1994—2004 гг. — Бобковского сельского округа, а в 1994—2006 гг. — Раменского сельского округа.
Входит в состав сельского поселения Раменское.

## Демография
В 1885 году в деревне проживало 618 человек, в 1905 году — 765 человек (375 мужчин, 390 женщин), в 1926 году — 466 человек (199 мужчин, 267 женщин). По переписи 2002 года — 16 человек (7 мужчин, 9 женщин). Население — 23 человек (2010).
| 1859 | 1868 | 1885 | 1905 | 1926 | 2002 | 2006 |
| ---- | ---- | ---- | ---- | ---- | ---- | ---- |
| 498  | ↘491 | ↗618 | ↗765 | ↘466 | ↘16  | ↗25  |
| 2010 |      |      |      |      |      |      |
| ↘23  |      |      |      |      |      |      |